# Evangelische Kirche Schlierbach (Lindenfels)

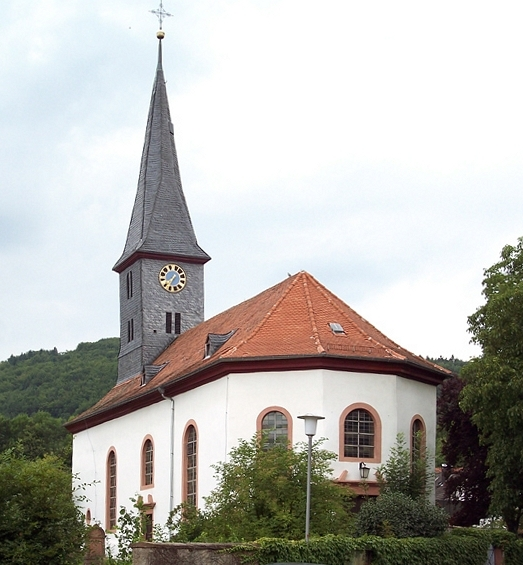
Evangelische Kirche Schlierbach (Lindenfels)

Die Evangelische Pfarrkirche Schlierbach ist ein denkmalgeschütztes Kirchengebäude, in Schlierbach, einem Ortsteil der Stadt Lindenfels im Landkreis Bergstraße in Hessen. Das Kirchspiel Schlierbach gehört zum Dekanat Bergstraße in der Propstei Starkenburg der Evangelischen Kirche in Hessen und Nassau.

## Beschreibung
Die Saalkirche wurde 1810/11 nach Osten hin verlängert, das Mauerwerks des Vorgängerbaus blieb in den nördlichen, südlichen und westlichen Teilen erhalten. 1982 zeigten sich bei abgeschlagenem Außenputz die zugemauerten gotischen Fensteröffnungen, die zwischen den heutigen Rundbogenfenstern liegen. Aus dem Satteldach des im Osten dreiseitig abgeschlossenen Kirchenschiffs erhebt sich im Westen ein quadratischer, schiefergedeckter, mit einem spitzen Helm versehener Dachreiter, der die Turmuhr und den Glockenstuhl mit einer 1510 von Pantlion Sydler gegossenen Kirchenglocke beherbergt. 
1861 wurde der Innenraum umgestaltet, vor allem durch den Einbau dreiseitiger Emporen. Die Orgel, sie steht ebenfalls auf einer Empore über dem Altar, hat zwölf Register, ein Manual und ein Pedal und wurde 1833 von Bernhard Dreymann gebaut, 1885 von Georg Rothermel umgebaut und 1979 von der Giengener Orgelmanufaktur Gebr. Link und 2013 durch Andreas Schmidt restauriert.